# Nadeschda Alexandrowna Starik
Nadeschda Alexandrowna Starik (russisch Надежда Александровна Старик; * 10. Januar 1984) ist eine russische Biathletin aus Mordwinien, die ihre Erfolge in erster Linie als Sommerbiathletin in der Ausprägung Crosslauf feierte. Sie startet für den Club СДЮСШОР (Kinder- und Jugendsportschule der olympischen Reserve) aus Saransk.
Nadeschda Starik nahm erstmals im Rahmen der Sommerbiathlon-Weltmeisterschaften 2004 in Osrblie an einem internationalen Großereignis teil. Im Sprint lief sie auf Platz 30, in der Verfolgung verbesserte sie sich auf den 22. Rang und wurde schließlich im Massenstart 12. Im Jahr darauf erreichte die Russin in Minio in vier Rennen ausschließlich einstellige Ergebnisse. Auf den siebten Rang im Sprint folgte ein vierter Rang in der Verfolgung und ein neunter Platz im Massenstart. Gemeinsam mit Olga Burowa und Irina Borowskich gewann sie im Staffelwettbewerb die Bronzemedaille. Ihre bislang letzte Weltmeisterschaft lief Starik 2006 in Ufa und lief dort auf die Plätze sechs im Sprint und sieben in der Verfolgung.
Seitdem trat Starik nur noch bei Sommerbiathlon-Europameisterschaften an. 2006 gewann sie in Cēsis die Goldmedaille im Sprint und hinter ihrer Mannschaftskameradin Jewgenija Michailowa Silber im Massenstart. Mit ihr sowie Anatoli Karpow und Alexei Kowjasin gewann sie zudem Gold mi Mixed-Staffelrennen. Auch 2008 in Bansko folgten weitere Erfolge. Sowohl im Sprint wie auch im Massenstart gewann sie hinter Jekaterina Sidorenko die Silbermedaillen, mit dieser und Alexei Katrenko und Alexander Katschanowski erneut Gold in der Mixed-Staffel.